# 푸르카 정상 터널
푸르카 정상 터널(독일어: Furka-Scheiteltunnel)은 스위스 남부에 있는 해발 2,160m에 있는 길이 1,858m의 철도 터널이다. 정상 터널은 1925년에 완성되었으며, 1926년 7월 3일에 처음으로 열렸다. 이 터널은 우리주의 푸르카역과 발레주의 무트바흐-벨베데레 정차 지점을 연결한다.
1982년까지 정상 터널이 푸르카 베이스 터널로 교체될 때까지 정상 터널을 통과하는 철도 노선은 푸르카 오버알프 철도(FO)의 일부였다. 그러나 정상 터널과 함께 1981년에 폐쇄되었다가 2000년에 재개통된 이 노선은 현재 여름에만 운영되는 유산 철도인 푸르카 코크휄 증기 철도의 일부이다.

## 푸르카 오버알프 철도의 운영
1926년과 1981년 사이에 FO는 정상 터널을 통과하는 노선에 3개의 일정 기간을 할당했다. 여름 일정은 당시 유럽 여름 일정과 일치했다. 당시 유럽의 겨울 시간표에 포함된 다른 계절은 FO에 의해 가을과 겨울 기간으로 구분되었는데, 이는 푸르카 고개를 통한 교통이 10월 중순까지만 운영될 수 있었기 때문이다.
눈이 내리기 시작하자마자 FO는 수요에 따라 푸르카의 양쪽에 개별적인 차량 품목을 배치할 준비를 해야 했다. 그런 다음 1942년 전선의 전기화가 시작된 몇년 동안 전기 접촉 전선은 전선의 거의 15km에 걸쳐 해체되어야 했으며, 전선은 ‘눈사태 준비’가 되었다. 지면에서 1m가 넘는 모든 것을 제거해야 했기 때문에 막대한 연간 지출이 필요했다.
정상 터널의 우리주 쪽의 슈테펜바흐 다리는 처음에 육교로 건설되었다. 그러나 공사가 시작된 지 1년 만에 눈사태의 희생자가 되었다. 그 자리에 접이식 다리가 설치되었다. 현재까지 최대 200톤(장톤 200톤, 단톤 220톤)의 가반하중을 실을 수 있는 30톤 접이식 교량은 매년 가을에 3개의 받침목으로 다시 당겨서 안전하게 만들어지고 있다. 원래 20명이 설치하거나 철수하는 데 8시간이 걸렸지만, 철도 복원 후 유압 윈치를 설치하면 10명이 6시간이 걸린다.
겨울의 일부 초기 시작은 FO에게 고통을 가져왔다. 이 경우 직원들은 트랙을 비워야 했다. 그 작업을 위해 HG 3/4 유형의 증기기관차가 1968년까지 사용되었다. 그런 다음 HGm 4/4 등급의 현대식 디젤 전기 기관차로 교체되었다. 겨울이 일찍 왔을 때 기관차와 철도 차량은 때때로 표준궤 차량에 실려 필요한 곳에서 괴세넨이나 쿠어에서 브리크로 또는 그 반대로 운송해야 했다.
매년 6월 초에 노선이 재개될 수 있다. 이를 위해서는 제설기와 송풍기가 필요했다. 많은 경우에 좁은 고산 계곡의 눈 깊이가 너무 커서 FO의 제설 차량을 사용할 수 있을 때까지 많은 교대와 무거운 건설 장비로 손으로 눈을 제거해야 했다. 건설 장비는 오픈 레일 마차에 실려 필요한 장소로 운송되어야 했다. 이러한 방법으로 라인은 2주 더 일찍 재개장할 수 있지만, 가격은 높다.
1963년에 FO는 모든 라인 재개장 중 가장 어려운 일을 겪었다. 설원에서 증기기관차로 작업하던 팀이 눈사태에 치여 휩쓸려 갔다. 이 사건으로 제설에 대한 보도를 편집하던 한 기자를 포함하여 여러 명이 목숨을 잃었다. 이 사건의 결과로 푸르카 베이스 터널 건설이 추진되었다.

## 폐쇄 및 재개장
1982년, 정상 터널을 포함하여 발레주의 오버발트와 우리주의 레알프 사이의 FO의 원래 부분은 당시 새로운 푸르카 베이스 터널을 통과하는 FO 라인으로 대체되었다. FO 라인의 대체된 부분은 포기되었다. 그러나 폐선로 철거에 대한 대중의 거센 반발로 2년 후 푸르카 코크휠 증기 철도(DFB)를 설립하여 폐선을 보존하고 운영하게 되었다.
1992년 7월 11일부터 버려진 노선이 DFB에서 운영하는 유산 철도로 레알프에서 점진적으로 재개되었다. 2000년 7월 14일, DFB는 당시 임시 터미널인 푸르카에서 글레치까지 확장되었으며, 동시에 재개통된 정상 터널과 무트바흐-벨베데레를 지나게 되었다.

## 같이 보기
- 푸르카역